# Kevin Stilmant
Kevin Stilmant (29 februari 2000) is een Belgisch basketballer.

## Carrière
Stilmant speelde in de jeugd van BC Boninne, Royal Mosa Jambes, Royal Gallia BC Beez, NBC Alsavin Belgrade en AWBB Academy. Voordat hij zich in 2018 aansloot bij Spirou Charleroi, hij speelde in zijn eerste seizoen twee wedstrijden voor de eerste ploeg. Hij kwam in zijn tweede seizoen niet verder dan wedstrijden voor de tweede ploeg in de tweede klasse. Hij maakte in 2020 de overstap naar Liège Basket, hier speelde hij 24 wedstrijden met een gemiddelde van 2,2 punten en 1,5 rebounds per wedstrijd. Hij speelde dat seizoen ook op dubbele licentie bij ABC Waremme. 
Hij vertrok aan het einde van het seizoen naar de Leuven Bears, hij kon zich nooit echt doorzetten en speelde maar vijf wedstrijden voor de Bears. In de zomer van 2023 verliet hij de Bears en verhuisde naar Union Mons-Hainaut. In 2024 ging hij spelen voor de derdeklasser New BC Alsavin-Belgrade.